# لوگی گیرسون
لوگی گیرسون (انگلیسی: Logi Geirsson؛ زادهٔ ۱۰ اکتبر ۱۹۸۲) بازیکن هندبال اهل ایسلند است.